# Gustav-Stresemann-Institut

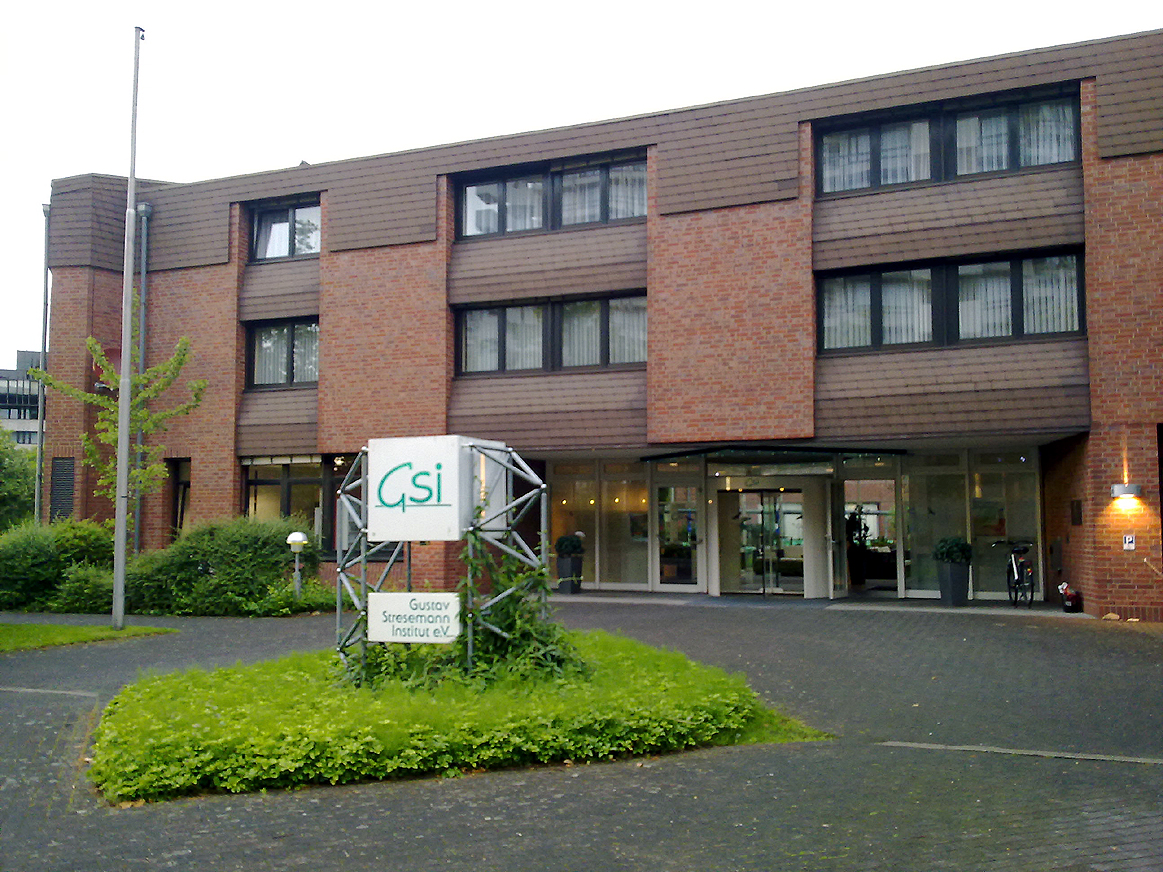
Eingang zum Gustav-Stresemann-Institut, im Juni 2012

Das Gustav-Stresemann-Institut (GSI) ist ein eingetragener Verein und eine unabhängige, überparteiliche und gemeinnützige Einrichtung der politischen Bildung. Das GSI betreibt im Bonner Ortsteil Hochkreuz (Bundesviertel) eine Tagungsstätte mit Tagungshotel („Europäische Tagungs- und Bildungsstätte“). Dort finden jährlich über 2.000 Veranstaltungen mit rund 50.000 Teilnehmern statt: Konferenzen, Symposien, Tagungen, Workshops und Seminare zu einem breiten Themenspektrum.

## Schwerpunkte der Bildungsveranstaltungen
- Europapolitik und Internationale Verständigung
  - besonderes Augenmerk wird auf die deutsch-französischen Beziehungen gelegt

- Stärkung der demokratischen Zivilgesellschaft
- Nachhaltigkeit

## Geschichte

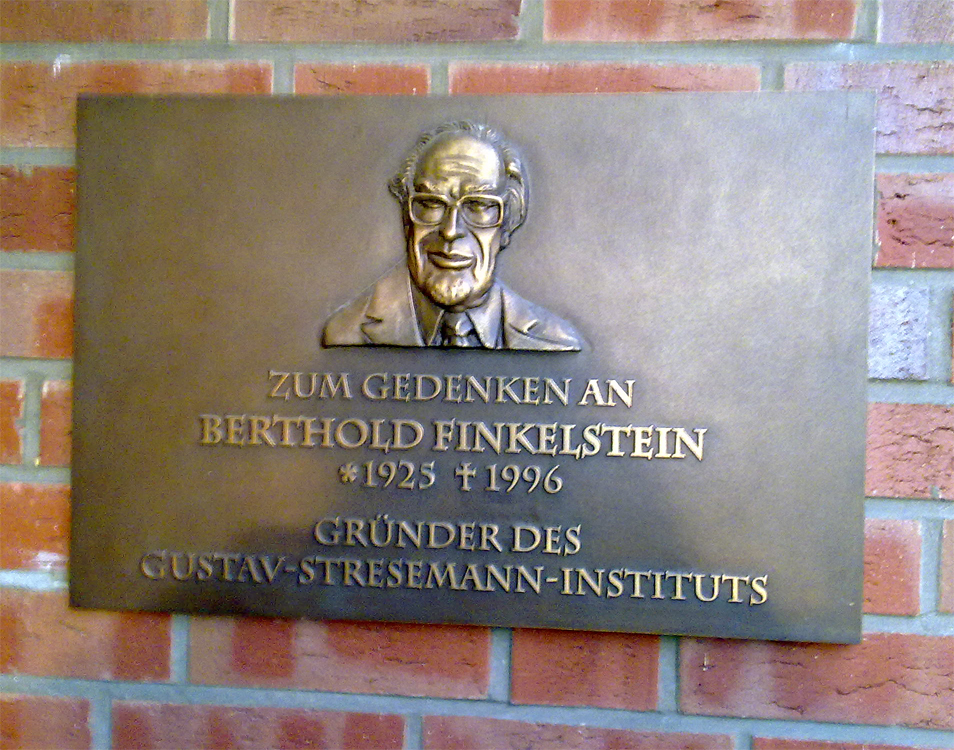
Gedenkplakette für Berthold Finkelstein, den Gründer des Gustav-Stresemann-Instituts (am Gebäudeeingang)

1951 wurde auf Initiative des belgischen Politikers Paul-Henri Spaak das Internationale Jugendsekretariat der Europäischen Bewegung gegründet; es sollte die Jugend Europas zur Mitarbeit beim Aufbau eines demokratischen und friedlichen Europas gewinnen. Nationale Sekretariate wurden in allen demokratischen Staaten Westeuropas gegründet (siehe Europäische Bewegung International). Leiter des deutschen Sekretariats wurde Berthold Finkelstein (1925–1996).
1959 wurde das deutsche Sekretariat in ein eigenständiges Institut für übernationale Bildung und europäische Zusammenarbeit umgewandelt. Um die Verdienste des Staatsmannes und Friedensnobelpreisträgers Gustav Stresemann für Frieden und europäische Zusammenarbeit zu würdigen, benannte man das Institut Gustav-Stresemann-Institut.

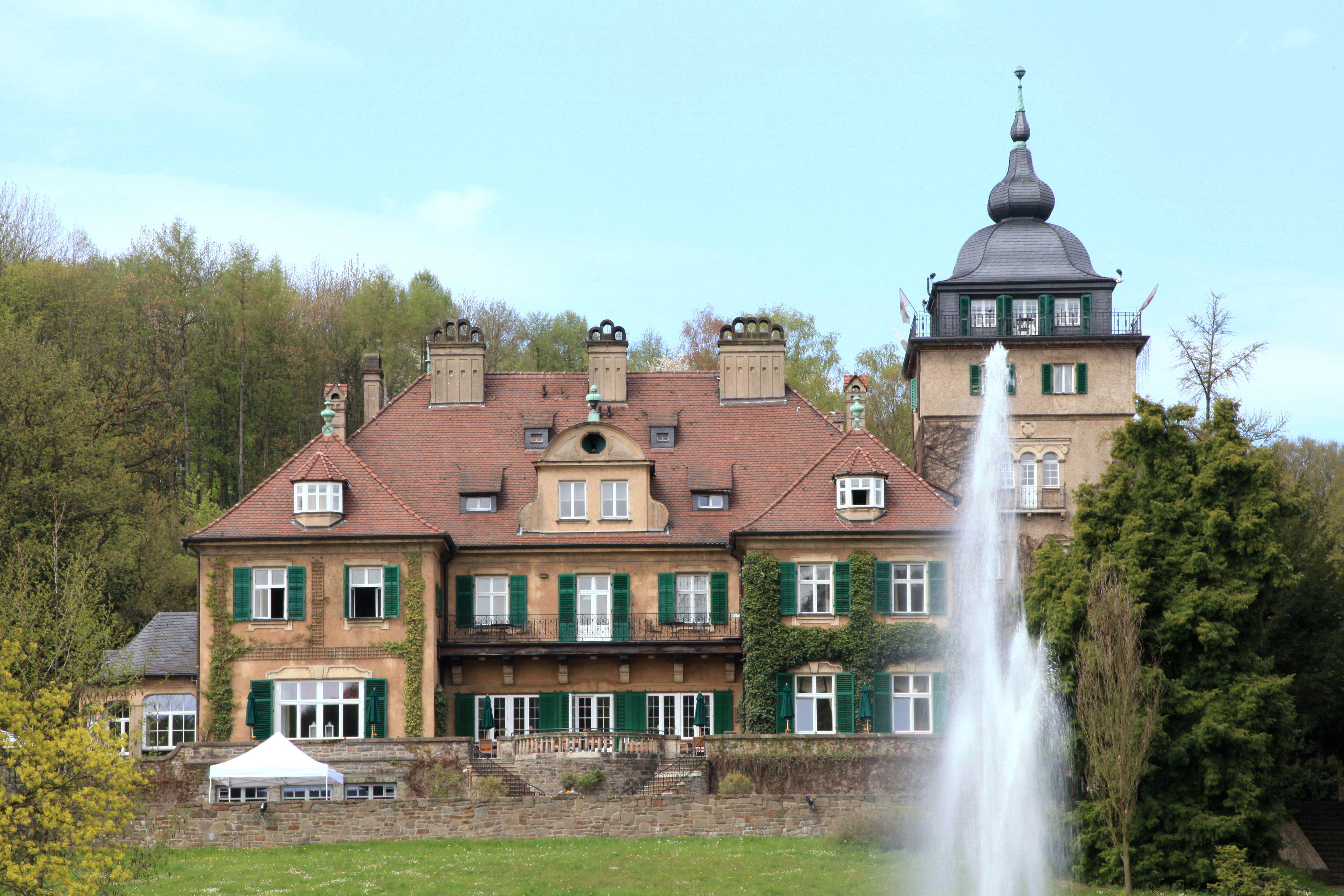
Schloss Lerbach 2015

1961 zog das GSI mit eigenen Tagungs- und Unterbringungskapazitäten in das Haus Lerbach in Bergisch Gladbach ein. Dieses wurde in den Jahren darauf erweitert und unter dem Namen Europäische Akademie Lerbach bekannt.
1972–1980 unterhielt das GSI als Träger auf Schloss Neuburg bei Passau eine weitere Tagungs- und Bildungsstätte in Bayern.
1975 gründete das GSI das Gustav Stresemann Institut in Niedersachsen e. V. in Medingen und wurde 1978 als Heimvolkshochschule in Niedersachsen anerkannt.
1987 eröffnete das GSI die neue und größere Tagungsstätte in Bonn und gab die Bildungsstätte in Bergisch Gladbach auf. 2002 wurde die Tagungsstätte in Bonn ausgebaut.
2016 wurde durch eine neue Satzung ein Präsidium eingeführt. Präsident wurde Erik Bettermann. 2021 erfolgte eine Wiederwahl.

## Vorsitzende bzw. Vorstand und Leiter des GSI
- 1959–1996 Berthold Finkelstein
- 1996–2002 Erik Bettermann
- 2002–2014 Klaus Dieter Leister
- 2014–2019 Ansgar Burghof
- seit 2020 Wilfried Klein